# Maria Montessori
Maria Tecla Artemisia Montessori (Chiaravalle, Marcas; 31 de agosto de 1870 - Noordwijk, Holanda Meridional; 6 de mayo de 1952) fue una pedagoga, psiquiatra humanista y filósofa italiana. Además fue activista feminista, sufragista y ferviente católica. A los 26 años, en 1896, se convirtió en una de las primeras mujeres médicos en Italia.[cita requerida] Como educadora alcanzó popularidad por el método educativo que lleva su nombre y sus escritos sobre pedagogía científica. Siendo joven, Montessori se inscribió en una escuela de ingeniería técnica, rompiendo expectativas de género. Pronto cambió de parecer y comenzó medicina en la Universidad de Roma "La Sapienza", donde se graduó con honores en 1896. Su método educativo se usa en muchas escuelas públicas y privadas de todo el mundo.

## Biografía

### Infancia y juventud
Nació el 31 de agosto de 1870 en Chiaravalle, provincia de Ancona, Italia, en el seno de una familia burguesa católica. Sus padres fueron Renilde Stoppani y Alessandro Montessori, militar de profesión. La familia se trasladó a Roma cuando tenía 12 años para que pudiera tener una buena educación. En un principio habían pensado que estudiara magisterio, la única salida profesional para las mujeres de la época, pero ella se planteó otras opciones.
Estudió ingeniería a los catorce años, después biología y por último fue aceptada en la Facultad de Medicina de la Universidad de Roma "La Sapienza". En 1894 ganó un premio bien remunerado por un trabajo sobre patología general, en 1895 ganó una plaza como asistente médico en un hospital de mujeres y otra en uno de hombres sin recursos. Entró en la clínica psiquiátrica de la Universidad de Roma y empezó a interesarse por otras disciplinas.
A pesar de las dificultades económicas y sociales, a los 26 años, en 1896, se convirtió en una de las primeras mujeres en obtener el título de medicina en Italia. Más tarde estudió antropología y obtuvo un doctorado en filosofía, época en la que asistió a uno de los primeros cursos de psicología experimental. Desarrolló su propia clasificación de enfermedades mentales.
Seis meses antes de su primera intervención pedagógica, el 31 de marzo de 1898, tuvo un hijo secreto, Mario Montessori, fruto de su relación con su colega Giuseppe Montesano, que fue enviado a ser discretamente criado por una familia en el campo.
En 1898, en un congreso pedagógico en Turín, expuso la importancia de la educación y atención a niños con deficiencias mentales y planteó la relación entre el abandono infantil y el desarrollo posterior de la delincuencia. 
A partir de esta intervención el ministro de educación, Guido Bacelli, le propuso realizar una serie de conferencias en Roma para presentar sus ideas sobre la educación de estos niños. Posteriormente se fundó una escuela estatal de ortofonía de la que Montessori fue directora entre 1899 y 1901. En este periodo integró un grupo de profesorado especializado en la observación y la educación de menores con discapacidad.

### Primeros trabajos pedagógicos (1898)
Entre 1898 y 1900 trabajó con niños considerados perturbados mentalmente. Se dio cuenta de que estos niños tenían potencialidades que, aunque estaban disminuidas, podían ser desarrolladas y que eran dignos de una vida mejor sin representar una carga para la sociedad. En este momento decidió dedicarse a los niños durante el resto de su vida. Observó a los niños de una institución para niños «ineducables» jugando con las migajas de la comida, porque no había ningún objeto más en el sitio. Vio que no se las comían, sino que las manipulaban y se dio cuenta de que lo que les hacía falta eran objetos para tocar, que el ser humano tiene necesidad de actividad, de realidad, de cultivar su inteligencia y personalidades.

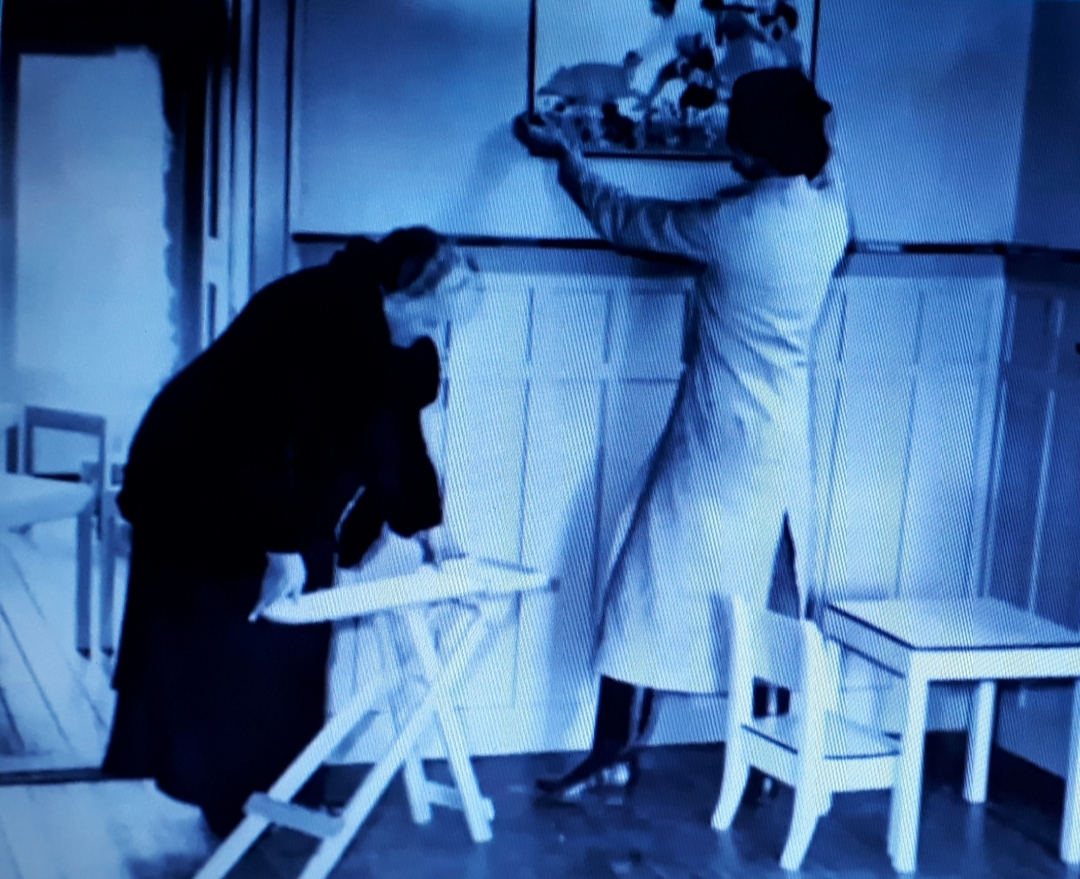
María Montessori prepara el Ambiente para sus alumnos

Más tarde se trasladó a Londres y París para estudiar nuevas metodologías. De regreso a Roma continuó con sus observaciones, elaboró un método fundamentado en los principios de Jean Marc Gaspard Itard y Édouard Séguin e inició una serie de nuevas experiencias en el ámbito de la lectoescritura, un método que resultó positivo en menores con discapacidad. El conjunto de sus investigaciones le dio posibilidad de ocupar la cátedra de antropología pedagógica en la Universidad de Roma, en la que se dedicó a la enseñanza durante varios años.

### «Casa dei Bambini» (1907)
Gradualmente fue desplazando su interés inicial por los niños con discapacidad intelectual hacia los niños en edad escolar. A partir de este desplazamiento, el mes de enero de 1907 Montessori fundó la primera Casa dei Bambini, un lugar donde los niños y niñas tuvieron la oportunidad de aprender siguiendo sus innovadores métodos. De hecho, la fundación de este primer centro fue impulsada básicamente por el Instituto Romano dei Beni Stabili, un organismo social que pretendía impulsar la rehabilitación del barrio de San Lorenzo de la capital italiana mediante la construcción de edificios modernos, ya que los habitantes de este barrio vivían en una gran precariedad higiénica. El director de este organismo, E. Talamo, conocía las experiencias de Montessori como médica y como educadora y creyó oportuno confiarle la dirección de un centro de formación para niños. En realidad el centro era una institución pedagógica orientada a los menores de tres a seis años que residían en los inmuebles del Instituto Romano. Según reconoce Montessori en su libro I bambini, “el proyecto inicial pretendía reunir a los hijos de los residentes de un edificio con el fin de impedir que se equivocaran de escalera, maltrataran los muros y sembraran el desorden". Al aceptar, Maria Montessori se propuso dos objetivos: por un lado, procurar una vida mejor a quienes allí residían, basada en la higiene y la armonía familiar y social; por otra, perseguía una finalidad pedagógica. La principal innovación de la Casa dei Bambini era la de ofrecer a los pequeños un espacio adaptado donde podían vivir todo el día acompañados de una institutriz. Los padres estaban invitados a entrar en el centro y seguir el trabajo de sus hijos siempre que respetaran las maneras y la propiedad de los menores. En cuanto a la institutriz, tenía la obligación de residir en el edificio con el fin de facilitar la cooperación con los padres en su tarea de educar a sus hijos. Fue en este primer centro (luego trasladado como modelo a tantos otros alrededor del mundo) donde Montessori comenzó a aplicar los resultados de sus estudios, creando lo que conocemos como método Montessori.
De esta pequeña escuela fundada en la calle Marsi, en Roma, surgió una obra que tuvo eco mundial en los medios educativos. En esta época, resultaba extraordinario asociar el aspecto social y el pedagógico a la educación infantil, así como defender los derechos de los niños ante los adultos. En 1909, Montessori publicó su obra fundamental sobre el método de la pedagogía científica aplicada a la educación de los niños: Il metodo della pedagogía científica applicato all 'educazione infantil nelle case dei bambini. Sus repercusiones fueron tan importantes que la obra fue traducida con gran rapidez a numerosos idiomas. Tras el éxito de la Casa dei Bambini fundó cuatro nuevas escuelas en Roma, y dejó la escuela original para expandir el método,  y en 1913 organizó cursos internacionales en Roma a los que asistieron un centenar de educadores de gran variedad de países, confesiones y afiliaciones políticas. Todos aquellos profesionales que conocieron el método, ya fuera a través del libro o a través de alguno de los seminarios, contribuyeron a crear un clima favorable en los lugares de donde procedían. Como fruto de esta propagación, la Società Umanità fundó la Casa dei Bambini de Milán en acuerdo con los principios montessorianos. 
Montessori multiplicó sus viajes por toda Europa, América y Asia, dictando conferencias y organizando cursos de formación, participando en congresos y estableciendo contactos con personalidades. Roma, Milán, Londres, París, Berlín, Ámsterdam, Barcelona, San Francisco, Madrás o Karachi son algunas de las ciudades donde se organizaron todos estos eventos. Con todo esto llegó a formar personalmente a más de cinco mil estudiantes de todo el mundo. Resulta difícil ordenar cronológicamente todos los viajes que llegó a hacer; aun así, sí es posible destacar los que tuvieron una influencia especial en el destino de su obra.

### Real Escuela del Método Montessori (1926)
Durante la Primera Guerra Mundial viajó varias veces a Estados Unidos, donde fundó un colegio para maestros. Con Alexander G. Bell, en ese momento considerado el inventor del teléfono, y su hija abrieron la primera Casa dei Bambini en Estados Unidos. Allí, las escuelas se multiplicaron y se formó la American Montessori Association, que encabezaron el mismo Alexander G. Bell y Margaret Wilson, hija del presidente Wilson. 
La buena acogida del método Montessori se interrumpió debido a la intervención del profesor William Kilpatrick, que en 1914 escribió el libro The Montessori system examined, en el que declaraba que la teoría Montessori había quedado obsoleta.
En 1915 realizó un viaje a Estados Unidos en el que la acompañó por primera vez su hijo Mario Montessori, que contaba 17 años. Fue el comienzo de una asociación permanente entre madre e hijo tanto en el trabajo como en la vida personal. A su regreso de América en 1917, Mario se casó con Helen Christie y residieron en Barcelona. Desde principios de la década de los 20 su hijo ocupó un lugar cada vez más importante en la vida de Motessori. En 1929 ambos fundaron la Asociación Montessori Internacional.
En 1926 se fundó la Real Escuela del Método Montessori con el apoyo de Mussolini; las escuelas y los centros de formación a docentes se multiplicaron en Italia y se esparcieron en varios países, entre ellos  Alemania. Posteriormente, ella renunció a la ayuda de Mussolini a causa de su voluntad de adoctrinar a los niños con una finalidad bélica, principio que resulta incompatible con el concepto de libertad, fundamental en su método. Mussolini mandó cerrar todas las escuelas, y Adolf Hitler hizo lo mismo en Alemania.

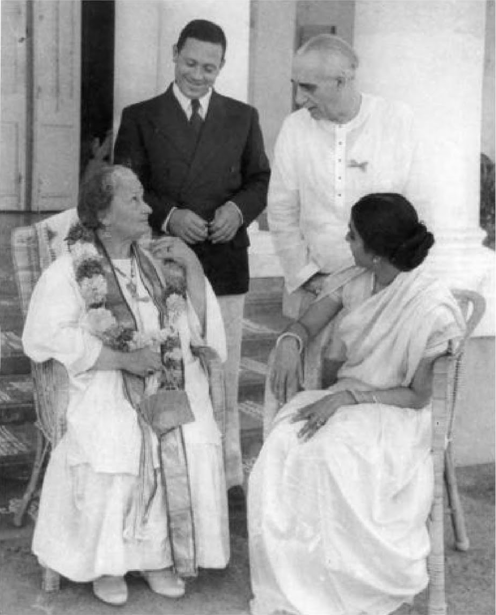
Maria Montessori con su hijo Mario (izquierda) y el teósofo George Arundale con su esposa Rukmini Devi (derecha), en India

Cuando estalló la guerra civil española, la familia Montessori dejó Barcelona y volvió a emigrar para establecerse en los Países Bajos en 1936. Holanda, concretamente Ámsterdam, ciudad que los acogió, se convirtió en la sede de la Asociación Montessoriana Internacional. Allí conocieron al banquero Pierson, con quien se asociaron para abrir una escuela.

### Viaje a la India (1939)
Durante la Segunda Guerra Mundial, Montessori y su hijo se refugiaron en la India, donde desarrollaron el trabajo con niños mayores de seis años, en lo que sería la primaria Montessori. 
El viaje a la India fue por invitación de la Sociedad Teosófica con sede en Madrás, y llegaron a Adyar, Madrás, en octubre de 1939. María tenía previsto organizar un curso de tres meses y regresar a Europa en 1940, pero la Segunda Guerra Mundial hizo que prolongaran su estancia. Debido a su condición de italiano, Mario fue obligado por el gobierno británico (que en ese entonces dominaba la India) a internarse en un campo de concentración (de trabajo) para civiles en Ahmendnagar y también impusieron restricciones a los movimientos de María Montessori. Pero el 31 de agosto de 1940 (día del cumpleaños de María), los británicos liberaron a Mario.
Durante siete años, de 1939 a 1946, María Montessori permaneció en la India, donde realizó 16 cursos de capacitación y formó a más de un millar de profesores. Ella hablaba en italiano y su hijo traducía al inglés.
En 1946 regresó a Europa y tras apaciguarse el conflicto volvió a integrarse en el círculo europeo y regresó a Ámsterdam. Mario se casó en segundas nupcias con Ada Pierson, quien había cuidado de su familia mientras éste estaba en la India.

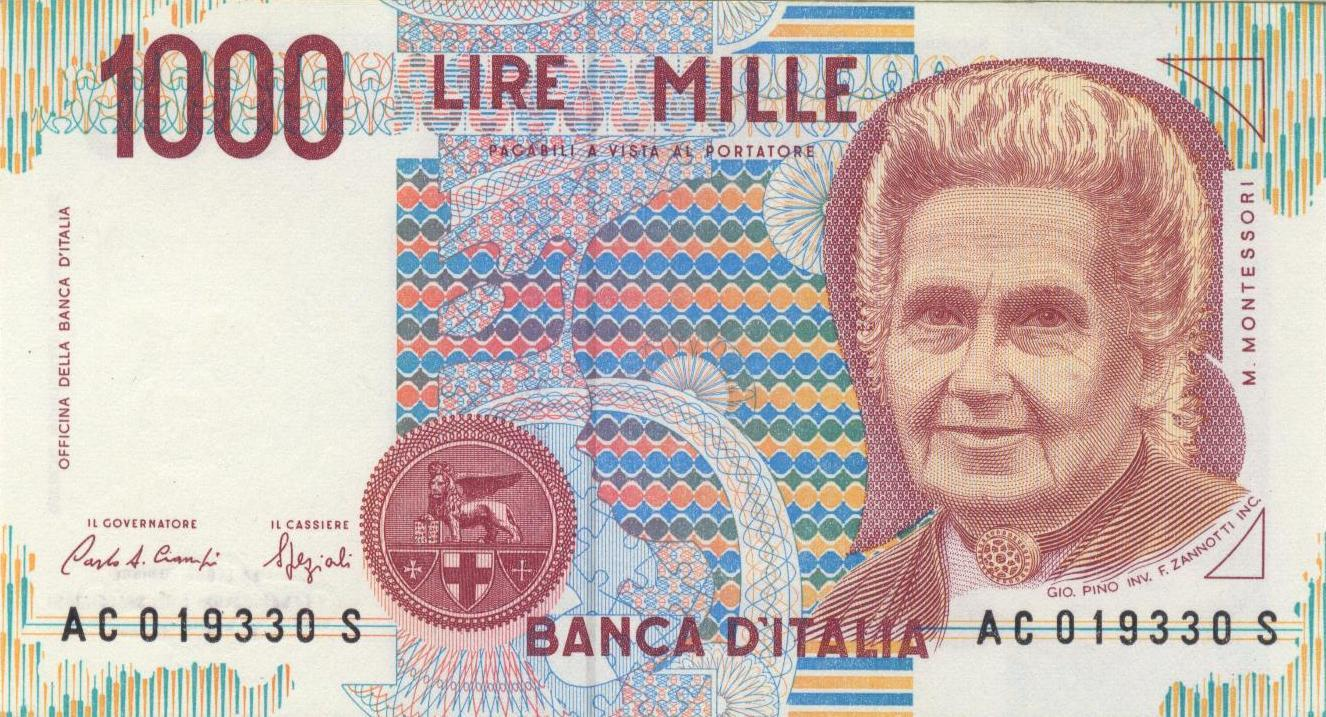
Billete de mil liras con el retrato de Montessori

María Montessori, acompañada de su hijo Mario, llevó a cabo cursos y conferencias en Londres, Escocia, Roma, Berlín, Ceilán, India, Pakistán, Países Bajos y Francia. Estableció su residencia en Noordwijk Aan Zee, Holanda, hasta su muerte a los 81 años, el 6 de mayo de 1952. Está enterrada en el cementerio católico de dicha ciudad.

## Mario Montessori
El 31 de marzo de 1898 María tuvo un hijo en secreto con su colega Giuseppe Montisano, que fue cuidado en el campo por una familia a las afueras de Roma. María lo visitaba con cierta frecuencia pero hasta que Mario Montessori tuvo 15 años no supo que era su madre. Ella nunca lo reconoció públicamente como su hijo. En algún momento lo presentó como su sobrino y más tarde como hijo adoptivo. Cuando tenía 17 años Mario acompañó a su madre a Estados Unidos, un viaje que marcó el comienzo de una asociación permanente entre madre e hijo.  En 1917 Mario se casó con Helen Christie y fue a vivir a Barcelona. A principio de la década de 1920 empezó a acompañarla en todas sus giras y en 1929 ambos fundaron la Asociación Montessori Internacional (AMI) para supervisar las actividades de las escuelas de todo el mundo. Hasta su muerte, el 10 de octubre de 1982, continuó dirigiendo la asociación.

## Frases Célebres
```
 1. 'El instinto más grande de los niños es precisamente liberarse del adulto.'
```

```
 2. 'El niño, guiado por un maestro interior, trabaja infatigablemente con alegría para construir al hombre.'
```

```
 3. 'Cualquier ayuda innecesaria es un obstáculo para el desarrollo.'
```

```
 4. 'El niño que tiene libertad y oportunidad de manipular y usar su mano en una forma lógica, con consecuencias y usando elementos reales, desarrolla una fuerte personalidad.'
```

```
 5. 'Tocar al niño es tocar el punto más delicado y vital, donde todo puede decidirse y renovarse, donde todo está lleno de vida.'
```

```
6. 'La mayor señal del éxito de un profesor es poder decir: Ahora los niños trabajan como si yo no existiera.'
```

```
7. 'El niño que ha aumentado su propia independencia con la adquisición de nuevas capacidades, solo puede desarrollarse normalmente si tiene libertad de acción.'
```

```
8. 'La mejor enseñanza es la que utiliza la menor cantidad de palabras necesarias para la tarea.'
```

```
9. 'El movimiento ayuda al desarrollo psíquico y este desarrollo se expresa a su vez con un movimiento y una acción.'

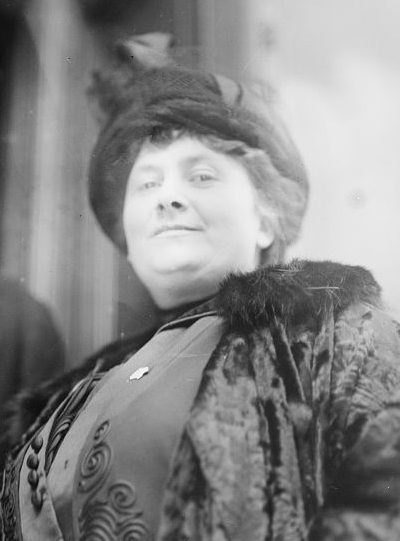

```

## Defensa de los derechos de las mujeres
Maria entabló relación con grupos feministas en lucha por los derechos políticos y civiles de la mujer y en otoño de 1896, apenas licenciada en medicina, fue invitada a formar parte de la delegación italiana que asistiría en Berlín al Congreso sobre los Derechos de las Mujeres. 
```
«Hablo en nombre de seis millones de mujeres italianas que trabajan en fábricas y granjas durante dieciocho horas al día por una paga que suele ser la mitad de la que reciben los hombres por realizar el mismo trabajo, y a veces incluso menos». (
Op. cit
., p. 35).
[
3
]
```

También defendió el derecho de las mujeres solteras a entrar al mundo del trabajo y su derecho a decidir sobre el matrimonio y el control de sus bienes, enarbolando desde entonces la bandera de la equidad salarial entre mujeres y hombres.
En un Congreso Internacional de Mujeres en Londres (1890) denunció las condiciones de vida de las maestras rurales en Italia y de los niños forzados a trabajar en las minas en Sicilia. Relacionó así el feminismo con las reivindicaciones sociales y, al exponer sus ideas sobre el rol de la mujer como promotora del cambio, insistió en su derecho a la educación, el conocimiento, el trabajo fabril e intelectual, al voto y a decidir sobre la vida en pareja y las condiciones de la maternidad. (Op. cit., pp. 58-60).
En 1908 asistió en Roma al Primer Congreso de Mujeres Italianas y presentó la ponencia “La moral sexual en la educación”, en que sostenía la necesidad de la educación sexual para liberar a las mujeres del puritanismo y de la moral que las esclaviza “al rol de cuidadoras y madres, ignorantes de la vida y de sus problemas, infantiles en sus pensamientos y en sus conciencias”. (Op. cit., p. 104).
En el libro Por la causa de las mujeres se recogen nueve textos en los que la autora defiende y promueve un modelo de «mujer nueva», consciente de su potencial y artífice de su propio destino. En sus textos plantea la defensa del derecho al voto y a la educación, el trato paritario en el trabajo y en el matrimonio, lo que constituían los primeros pasos de la emancipación femenina en Europa.

## Influencias
Mientras desarrollaba su labor pedagógica, Montessori descubrió los trabajos de dos médicos franceses, Jean Itard (1774-1838) y Eduardo Séguin (1812-1880). El primero de estos es considerado el «padre» de la nueva pedagogía, que establece la importancia de la observación en los niños y entiende que a los niños no se les puede imponer nada y,  el segundo creó ejercicios y materiales para ayudar al niño a desarrollar sus facultades, además de estudiar el caso del denominado niño salvaje de Aveyron. Más tarde, conoció los trabajos del pedagogo suizo Johann Heinrich Pestalozzi (1746-1827). Pestalozzi hacía énfasis en la preparación del maestro, que primero debe lograr un cambio en su persona y debe tener amor a su trabajo. También debe haber amor entre el niño y el maestro.

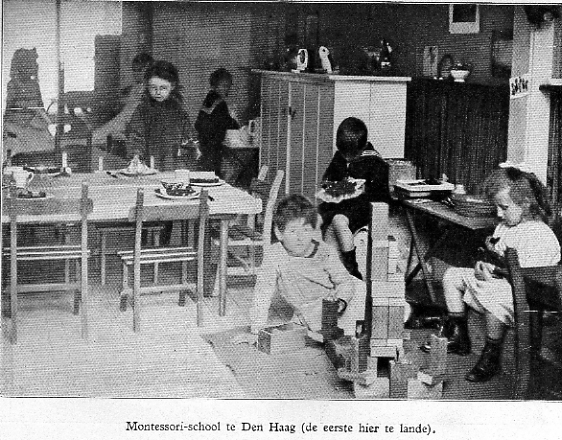
Colegio Montessori en los Países Bajos, 1915. Fotografía recogida en el libro Van Holkema & Warendorf's Uitgevers Mij, Ámsterdam, 1916, que trata sobre el método Montessori.

## Propuesta educativa

### Ambiente preparado
Entre otros puntos, Montessori dice que la educación se basa en un triángulo
Ambiente preparado: los alumnos eligen libremente dentro de un número de actividades apropiadas para su desarrollo. Montessori afirmó  que "La libertad es actividad y la actividad es la base de la vida". El ambiente preparado no solo se refiere al espacio físico, sino también a las personas con las que el niño se relaciona y las actividades y directrices que se plantean en ese espacio. Se plantea según las necesidades concretas de cada etapa, y cada elemento tiene su razón de ser en el desarrollo. De acuerdo con el International Montessori Institute de Barcelona, algunos de los beneficios  que posee  la concepción de ambiente preparado y que se vinculan directamente con la relación niño-ambiente son los siguientes: 
- Independencia. La independencia es la habilidad para hacer algo por sí mismo. En el ambiente Montessori se ofrecen actividades constructivas que responden a las necesidades de desarrollo del niño y, a través de estas, el niño puede alcanzar distintos grados de independencia. Cuando se desarrolla la autonomía, se satisfacen los intereses y las necesidades.
- Adaptación. Durante su desarrollo, el niño se adapta y reconoce  las condiciones del ambiente en el que le ha tocado vivir. El niño vive una relación distinta con el ambiente que lo circunda,  lo vuelve parte de sí mismo.
- Libre elección. Los niños  escogen el  material  que tienen a su disposición, de acuerdo con sus necesidades interiores, lo cual facilita la observación de tendencias y de sus necesidades psíquicas.
- Concentración. La concentración es el punto de inicio en el proceso de aprendizaje. Toda su energía se enfoca en un trabajo en el que mente y acciones se encaminan hacia el desarrollo. El niño se sentirá atraído hacia materiales que apelen al interés sensorial como, por ejemplo, el color. Sin embargo, a medida que adquiera más experiencia, pasará de lo conocido a un trabajo cada vez más intelectual.
- Control y coordinación de movimientos. El movimiento es indispensable para el desarrollo del niño: no solo se beneficia el aspecto físico, sino que también se desarrolla la mente.
- Materiales Montessori. Los materiales son necesarios para que el niño logre la concentración. Los objetos representan una necesidad para el niño. Él es quien los escoge y es a través de ellos que se construye a sí mismo. El hecho de que los objetos puedan ser transportados, usados y vueltos a colocar en su sitio, da al ambiente un carácter atractivo e irresistible.
- Confianza y seguridad. Uno de los beneficios es el sentimiento de confianza y seguridad. Al sentir este espacio ordenado, predecible, con rutinas establecidas, su espíritu crece y su energía avanza hacia su propio desarrollo. En el ambiente preparado existe una calma que permite la manifestación de la verdadera naturaleza de cada niño.
- Desarrollo de la voluntad. La habilidad de escoger algo con intención se desarrolla gradualmente durante la primera fase de la vida y se fortalece mediante la práctica. Esto desarrolla la libre elección, componente indispensable de la voluntad.
- Conciencia social. El ambiente preparado favorece la socialización del niño al permitir el desarrollo de dos cualidades sociales de gran importancia: el respeto y la espera. Ambas entran en la vida del niño como una experiencia que va madurando con el tiempo.
- Conciencia ecológica. El niño debe estar en contacto con la Naturaleza lo que le permite experimentar con ella de forma inmediata.[22]
- Amor. El amor se refiere al respeto, la libertad con responsabilidad, con límites y estructura. Valorarlo, fe, confianza, paciencia. Conocer sus necesidades. Empatía.[23]
- Relación niño-ambiente: Los ambientes se plantean de manera diferente para atender a las necesidades concretas, es gestionado por los mismos alumnos, de forma que se lo sientan propio y donde la dinámica del aula se transforma en su hábitat.

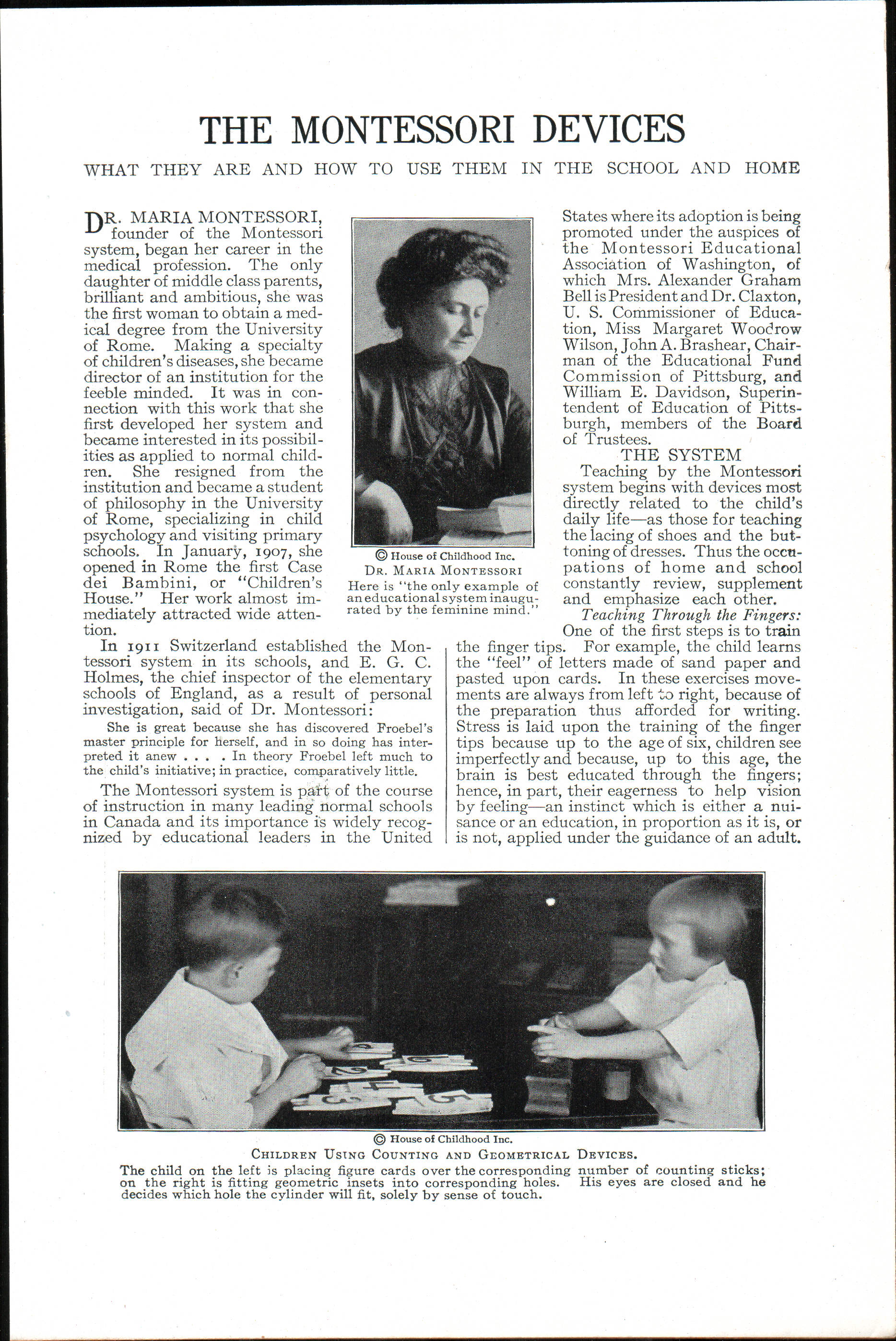
Página del libro, The New Student's Reference Work, 5 v. Chicago, 1914 (editado por Chandler B. Beach (1839-1928).

Elaboró la pedagogía científica: partiendo de la observación y del método científico, elaboraba sus materiales y su filosofía. Al mejorar la situación socioeconómica en Italia, se hicieron viviendas de interés social. Los niños de tres a seis años no iban a la escuela y los constructores se preocupaban porque destruían las instalaciones; a raíz de esto el ministro de educación solicitó la ayuda de María Montessori para que tratara a estos niños. El 6 de enero de 1907 se inauguró la primera Casa de Niños en San Lorenzo, en Roma. Se empezó creando el área de vida práctica (higiene y modales) devolviéndole la dignidad al niño. Los niños se concentraban y repetían el ejercicio, los juguetes no les atraían, eran para ratos de ocio. Rechazaban los premios y los castigos, los niños obtenían la satisfacción de realizar solos su trabajo. Poco a poco los niños rebeldes se normalizaron, se volvieron amables, respetuosos, aprendían con interés y entusiasmo. Eran 60 niños. En vez de imponerles reglas arbitrarias y llenarles la cabeza de datos, se les dejó libre su espíritu. Cuando a los cuatro y cinco años aprendían a leer y escribir como un proceso natural, el mundo se conmocionó. Así, San Lorenzo dejó de ser un centro de control de niños y se convirtió en un centro de investigación donde se desarrollaba al niño con dignidad, libertad e independencia. Tenían la libertad de ser activos y la responsabilidad de saber cómo usar esta libertad.
- 1909: primer curso de guías Montessori. A este primer curso asistieron personas de todas las profesiones. Al terminar el curso, a petición de los Barones Franchetti, escribe su primer libro El método de la pedagogía científica.[25] Ahí establece el desarrollo de los materiales y el fundamento de su método.

- 1912: Alexander Graham Bell y su hija invitan a Montessori a Estados Unidos y abren la primera casa de los niños en ese país. Las escuelas en EE. UU. se multiplican y se forma la American Montessori Association que encabezaron Bell y Margaret Wilson, hija del presidente Woodrow Wilson. Este auge del método Montessori en Estados Unidos termina de forma abrupta cuando William Heard Kilpatrick en 1914 escribe el libro The Montessori System Examined en el que declaró la teoría Montessori como obsoleta y, con duras críticas, la extermina. Kilpatrick era un reconocido profesor de la Universidad de Columbia y sus palabras tuvieron un profundo impacto en el pensamiento de sus colegas. En este mismo año escribe La Autoeducación en la Escuela Primaria.

- 1915: Conferencia Internacional en Roma, a la cual acude mucha gente impresionada por la edad a la que aprenden los niños de la Casa de los Niños a leer y escribir.
- 1926: se funda la Real Escuela del Método Montessori con el apoyo de Benito Mussolini. Las escuelas y los centros de entrenamiento se multiplican en Italia. Empiezan a aparecer también en países como Alemania. Más tarde, Montessori renuncia a la ayuda de Mussolini, quien quería adoctrinar a los niños para sus fines bélicos, lo cual es incompatible con la libertad fundamental en su filosofía. El Duce manda cerrar todas las escuelas, así como Hitler en Alemania. Abandona Italia y se va hacia Barcelona a los 64 años, donde tiene que empezar desde el principio (1934).
- 1929: funda la AMI, que sería la encargada de salvaguardar los legados de la doctora Montessori. Su sede está en Países Bajos. La continúa dirigiendo Mario Montessori, y luego le sucede su nieta Renilde Montessori. En 2007 el presidente es el belga André Robertfroid quien fue director de UNICEF.
- 1935: en Barcelona (España) desarrolla métodos para catequesis (religión). Se inicia la guerra civil española, huye de Barcelona y se instala en Holanda, donde vuelve a empezar su labor.
- 1938: publica su libro El niño, el secreto de la infancia.
- 1939: la Sociedad Teosófica de la India la invita a la India, y se va con su hijo Mario. Al poco, estalla la Segunda Guerra Mundial y se debe quedar ahí. En esa época los ingleses dominaban la India y aunque le permitieron seguir trabajando, no la dejaron salir. Mandan a su hijo a un campo de concentración (de trabajo) en India. Mientras, ella se dedica a trabajar con los niños de primaria y aplica su método del libro de 1912.
- 1939: cuando vive en la India, desarrolla el trabajo con los niños de taller e inicia la primaria Montessori. Expresó entonces que el adulto solo puede ofrecer al niño los medios necesarios y enseñarle a usarlos y que él debe desarrollarse por sí mismo. El desarrollo es personal y nadie lo puede hacer por otro. En esta época nace su interés por los niños de 0 a 3 años. Dice que la educación debe iniciarse desde el nacimiento. Desarrolla las Comunidades Infantiles como propuesta para sustituir las guarderías. Al finalizar la guerra regresa a Holanda y reanuda la propagación de sus ideas. Se abren más escuelas Montessori, y se inicia el movimiento a nivel mundial. Recibe la Legión de Honor de Francia por su destacada labor en el campo de la educación, así como la condecoración honoris causa de la Universidad de Ámsterdam y es propuesta tres veces para el Nobel de la Paz.
- 1940: Realizó trabajos conjuntamente con Rabindranath Tagore.[4]

Por haber vivido tres guerras se cuestionaba sobre el futuro de la humanidad. Decía que la «salvación se encuentra en el niño». Vivió y trabajó para y por sus convicciones de que el niño era un ser diferente y que había que ayudarlo a desarrollarse. Toda su vida estudió, trabajó y difundió su filosofía.
Vivió el resto de su vida en los Países Bajos, donde se encuentra la sede central de la AMI, o Association Montessori International. Su hijo Mario encabezó esta sociedad hasta su muerte en 1982. 
María Montessori murió en Noordwijk aan Zee en 1952, poco antes de una planeada visita a África, invitada por el presidente de Ghana.

## Método Montessori
El Método Montessori de educación, ha sido aplicado con todo tipo de niños y es muy popular en muchas partes del mundo, a pesar de las críticas en los inicios de la década de los treinta y cuarenta del siglo XX.
En 1907 Montessori estableció la primera Casa de los Niños, Casa dei Bambini, en Roma. Ya por 1913, hubo un intenso interés por su método en EE. UU., interés que más tarde disminuyó. Nancy McCormick Rambusch revivió el método en EE. UU., estableciendo la Sociedad Americana Montessori (American Montessori Society) en 1960.

### Principios del método
- La mente absorbente de los niños: la mente del niño posee una capacidad maravillosa y única, tiene la capacidad de absorber conocimientos. Lo aprenden todo inconscientemente, pasando poco a poco del inconsciente a la consciencia. Se les compara con una esponja, con la diferencia que la esponja tiene una capacidad de absorción limitada, mientras que la mente del niño es infinita.
- Los períodos sensibles: se refiere a los períodos en los cuales los niños pueden adquirir una habilidad con mucha facilidad. Se trata de sensibilidades que permiten a los niños ponerse en relación con el mundo externo de un modo excepcional. Estos momentos son pasajeros y se limitan a la adquisición de un determinado conocimiento. Maria Montessori los describe así:
  - el período sensible del lenguaje, que sitúa aproximadamente entre los 2 meses y los 6 años,
  - el período sensible de la coordinación de movimientos (± desde los 18 meses hasta los 4 años),
  - el período sensible del orden (± desde el nacimiento hasta los 6 años),
  - el período sensible del aguzamiento de los sentidos (± desde los 18 meses hasta los 5 años),
  - el período sensible del comportamiento social (± desde los 2 años y medio hasta los 6 años),
  - el período sensible de los pequeños objetos (un período muy corto en el transcurso del segundo año).
- La autonomía de los niños: un modo de motivar a los niños y despertar sus ganas de aprender se resume en la fórmula de Maria Montessori: «Ayúdame a hacerlo solo». El material se coloca a la altura del niño para que pueda tomarlo y guardarlo él solo. El adulto únicamente interviene cuando el niño le pide ayuda. De este modo, se favorece la autonomía desde los primeros años.[30]
- El ambiente preparado: se refiere a un ambiente que se ha organizado cuidadosamente para el niño, diseñado para fomentar un mejor aprendizaje y crecimiento. En él se desarrollan los aspectos sociales, emocionales e intelectuales y responden a la necesidades de orden y seguridad. El diseño de estos ambientes se basa en los principios de belleza y orden. Son espacios luminosos y cálidos, que incluyen lenguaje, plantas, arte, música y libros. El material didáctico específico de vida práctica, vida sensorial, lenguaje y matemáticas constituye un elemento esencial del ambiente preparado.
- El papel del adulto: el papel del adulto en la Filosofía Montessori es guiar al niño, darle a conocer un ambiente bueno y cómodo. Ser un observador, estar en continuo aprendizaje y desarrollo personal. El verdadero educador está al servicio del niño educando y debe cultivar en él la humildad, la responsabilidad y el amor.
- La autoeducación: se consigue creando un ambiente libre, unos materiales auto corregibles que los niños puedan identificar sus errores y aprender de ellos, teniendo en cuenta los sentidos, ya que estos atraviesan diferentes periodos sensitivos.[31]
- La ayuda de pares: Montessori promueve que cuando el niño tiene una duda consulte primero a sus pares, luego a un compañero de mayor edad, luego un libro y si no entonces acuda al adulto. De esta manera el niño gana independencia y muchas veces logra resolver su problema sin acudir al adulto, ganando así independencia.

## Obras
- La casa de los niños (1907)
- El método de la pedagogía Montessori (1909).[32]
  - (1912) ed. inglesa: The Montessori Method: Scientific Pedagogy as Applied to Child Education in the Children's Houses
- Antropología pedagógica (1913)
- El manual personal de la Dra. Montessori (1914).[33]
- Manual práctico del método Montessori Ideas generales sobre el método (1915)
  - (1921) ed. italiana: Manuale di pedagogia scientifica
- Método avanzado Montessori (2 v. 1917)
- El niño en la Iglesia (1929)
- La misa explicada a los niños (1932)
- Educación y paz (1934).[34]
- Psicogeometría (1934) en castellano
  - (2011) ed. inglesa: Psycho Geometry
- El secreto de la infancia (1936)
- (1947) Education for a New World
  - (1970) ed. italiana: Educazione per un mondo nuovo
- (1947) To Educate the Human Potential
  - (1970) ed. italiana: Come educare il potenziale umano
- Ideas generales sobre mi método (1948, editorial Losada, Buenos Aires)